# Theo Dockx
Theo Dockx (* 9. März 1945 in Beerzel, Belgien) ist ein ehemaliger belgischer Radrennfahrer.
1973 bestritt er die Internationalen Friedensfahrt, wobei er einen Etappensieg erzielte und im Endklassement den 45. Platz belegte. In der Saison zuvor war er ebenfalls am Start des Etappenrennens und wurde als 21. klassiert.

## Palmarès
| Jahr | Erfolg | Erfolg            | Rennen                        |
| ---- | ------ | ----------------- | ----------------------------- |
| 1964 | Sieger | Sieger            | Brussegem (Belgien)           |
| 1968 | 2.     | 2.                | Trofee Het Volk (Belgien)     |
| 1970 | Sieger | Sieger            | Flèche Ardennaise (Belgien)   |
| 1970 | 3.     | Gesamtwertung     | Tour de Liège (Belgien)       |
| 1971 | Sieger | Sieger            | Gent–Ieper (Belgien)          |
| 1971 | Sieger | 3. Etappe         | Tour de Liège (Belgien)       |
| 1971 | 3.     | 4. Etappe         | Tour de Liège (Belgien)       |
| 1972 | 2.     | 2.                | Trofee Het Volk (Belgien)     |
| 1972 | Sieger | 3. Etappe, Teil a | Ronde van de Kempen (Belgien) |
| 1972 | 3.     | 6. Etappe, Teil b | Ronde van de Kempen (Belgien) |
| 1972 | Sieger | 8. Etappe         | Ronde van de Kempen (Belgien) |
| 1973 | Sieger | 14. Etappe        | Friedensfahrt                 |
| 1973 | Sieger | 1. Etappe         | Circuit Franco-Belge          |
| 1973 | 2.     | 2. und 3. Etappe  | Circuit Franco-Belge          |
| 1973 | Sieger | Gesamtwertung     | Circuit Franco-Belge          |
| 1973 | Sieger | 6. Etappe         | Ronde van de Kempen (Belgien) |
| 1975 | 2.     | 3. Etappe, Teil a | Ronde van de Kempen (Belgien) |
| 1975 | 3.     | 5. Etappe, Teil a | Ronde van de Kempen (Belgien) |